# Moniek Klijnstra
Moniek Klijnstra (Sintjohannesga, 21 oktober 1992) is een Nederlands schaatsster en skeeleraar. 
Ze werd driemaal Nederlands Kampioen op de 100 meter skeeleren en eenmaal Nederlands kampioen kortebaansschaatsen (2019).

## Records

### Persoonlijke records[2]
| Afstand    | Tijd    | Datum            | Baan       |
| ---------- | ------- | ---------------- | ---------- |
| 500 meter  | 39,07   | 2 november 2019  | Heerenveen |
| 1000 meter | 1.18,69 | 10 oktober 2015  | Inzell     |
| 1500 meter | 2.03,25 | 11 oktober 2015  | Inzell     |
| 3000 meter | 4.38,94 | 29 november 2010 | Heerenveen |